# Округ Рос (Охајо)
Округ Рос (енгл. Ross County) је округ у америчкој савезној држави Охајо.

## Демографија
По попису из 2010. године број становника је 78.064, што је 4.719 (6,4%) становника више него 2000. године.
| Група             | 2000.          | 2010.          |
| Белци             | 66.991 (91,3%) | 70.378 (90,2%) |
| Афроамериканци    | 4.544 (6,2%)   | 4.840 (6,2%)   |
| Азијати           | 259 (0,4%)     | 300 (0,4%)     |
| Хиспаноамериканци | 429 (0,6%)     | 748 (1,0%)     |
| Укупно            | 73.345         | 78.064         |